# Foppe de Haan
Foppe de Haan (wym. [ˈfɔpə də ˈɦaːn]; ur. 26 czerwca 1943 roku w Lippenhuizen) – holenderski trener piłkarski.

## Kariera trenerska

### Początki
Foppe de Haan trenerską karierę rozpoczynał w 1974 roku w klubie VV Akkrum, a następnie pełnił rolę trenera jednej z młodzieżowych drużyn SC Heerenveen. W późniejszym okresie Holender pracował w Drachtster Boys, ACV i Steenwijk. W 1985 roku został pierwszym trenerem SC Heerenveen, a na stanowisku tym zastąpił Henka van Brussela, który w klubie pracował od 1980 roku. De Haan nie odnosił z zespołem żadnych sukcesów i po trzech latach nowym trenerem Heerenveen został Ted Immers.

### Drugi epizod w Heerenveen
W październiku 1992 roku de Haan po raz drugi został trenerem "Dumy Fryzji" po tym, jak z drużyny zwolniony został Niemiec Fritz Korbach. Foppe doprowadził Heerenveen do finału Pucharu Holandii oraz awansował z klubem do pierwszej ligi. W 1997 roku de Haan po raz drugi doprowadził swój zespół do finału Pucharu Holandii (tym razem "Duma Fryzji" przegrała 4:2 z Rodą JC), w 2000 roku wywalczył z nim tytuł wicemistrza kraju i zapewnił prawo startu w Lidze Mistrzów, a oprócz tego Heerenveen trzy razy brało udział w rozgrywkach Pucharu UEFA. Sam de Haan w 1997 i 2000 roku został wybrany najlepszym trenerem w Holandii, a 10 maja 2004 roku za liczne zasługi został Kawalerem Orderu Oranje-Nassau. Został też najdłużej piastującym swoje stanowisko trenerem w kraju, bowiem rolę szkoleniowca Heerenveen pełnił przez dwanaście lat.

### Młodzieżowa reprezentacja Holandii
Latem 2004 roku de Haan został wybrany przez Królewski Holenderski Związek Piłki Nożnej nowym szkoleniowcem reprezentacji Holandii do lat 21. W roli trenera młodzieżowej drużyny narodowej zadebiutował 7 września, kiedy to "Oranje" zremisowali 0:0 z Czechami. Następnie de Haan prowadził zespół, który dotarł do ćwierćfinału rozgrywanych w Holandii Mistrzostw Świata U-20 w 2005 roku. Później wywalczył natomiast Mistrzostwo Europy U-21 w 2006 roku pokonując w finale 3:0 Ukrainę oraz obronił tytuł na Mistrzostwach Europy U-21 w 2007 roku wygrywając w meczu finałowym 4:1 z Serbią.
W 2008 roku de Haan został mianowany trenerem reprezentacji Holandii na Igrzyska Olimpijskie w Pekinie. Holendrzy na turnieju piłkarskim z pięcioma punktami na koncie zajęli drugie miejsce w swojej grupie, jednak w ćwierćfinale przegrali po dogrywce 2:1 z Argentyną i zostali wyeliminowani z igrzysk. De Haan wzbudził w swoim kraju sporo kontrowersji tym, że podstawowym bramkarzem olimpijskiej reprezentacji był Kenneth Vermeer, a nie Piet Velthuizen. De Haan argumentował swoją decyzję tym, że Vermeer ze względu na dwa udziały w Mistrzostwach Europy U-21 jest bardziej doświadczonym graczem niż Velthuizen.
W 2009 roku de Haan nie przedłużył kończącego się kontraktu z Królewskim Holenderskim Związkiem Piłki Nożnej i zakończył pracę z reprezentacją do lat 21.

### Ajax Kapsztad
W listopadzie 2009 roku de Haan rozpoczął pracę w południowoafrykańskim Ajaksie Kapsztad.